# Sportler des Jahres 2019 (Deutschland)
Die Sportler des Jahres 2019 in Deutschland wurden am 15. Dezember im Kurhaus von Baden-Baden ausgezeichnet. Veranstaltet wurde die Wahl zum 73. Mal von der Internationalen Sport-Korrespondenz (ISK).

## Männer
| Platz | Sportler            | Sportart              | Punkte | Erfolge 2019                                                            |
| ----- | ------------------- | --------------------- | ------ | ----------------------------------------------------------------------- |
| 1.    | Niklas Kaul         | Leichtathletik        | 1973   | Weltmeister im Zehnkampf                                                |
| 2.    | Jan Frodeno         | Triathlon             | 1892   | Sieger Ironman Hawaii                                                   |
| 3.    | Markus Eisenbichler | Skispringen           | 1159   | Weltmeister von der Großschanze sowie mit dem Männer- u. dem Mixed-Team |
| 4.    | Florian Wellbrock   | Schwimmen             | 797    | Weltmeister über 1500 Meter Freistil und im 10-km-Freiwasserschwimmen   |
| 5.    | Eric Frenzel        | Nordische Kombination | 650    | Zweifacher Weltmeister in der Nordischen Kombination                    |
| 6.    | Timo Boll           | Tischtennis           | 445    | Sieger bei den Europaspielen                                            |
| 7.    | Emanuel Buchmann    | Radsport              | 360    | 4. Platz Gesamtwertung Tour de France                                   |
| 8.    | Arnd Peiffer        | Biathlon              | 359    | Weltmeister im Einzel                                                   |
| 9.    | Oliver Zeidler      | Rudern                | 298    | Weltmeister im Einer                                                    |
| 10.   | Josef Ferstl        | Ski alpin             | 228    | Sieger im Super-G von Kitzbühel                                         |

## Frauen
| Platz | Sportlerin              | Sportart       | Punkte | Erfolge 2019                                                                |
| ----- | ----------------------- | -------------- | ------ | --------------------------------------------------------------------------- |
| 1.    | Malaika Mihambo         | Leichtathletik | 2281   | Weltmeisterin im Weitsprung                                                 |
| 2.    | Anne Haug               | Triathlon      | 1456   | Siegerin Ironman Hawaii                                                     |
| 3.    | Gesa Krause             | Leichtathletik | 994    | Bronzemedaillengewinnerin über 3000 m Hindernis bei den Weltmeisterschaften |
| 4.    | Isabell Werth           | Dressurreiten  | 578    | Europameisterin Grand Prix Spécial und Kür, Sieg beim Weltcupfinale         |
| 5.    | Natalie Geisenberger    | Rodeln         | 570    | Weltmeisterin im Einsitzer und Sprint, Gesamtweltcup-Siegerin               |
| 6.    | Konstanze Klosterhalfen | Leichtathletik | 527    | Bronzemedaille über 5000 m bei den Weltmeisterschaften                      |
| 7.    | Denise Herrmann         | Biathlon       | 489    | Weltmeisterin in der Verfolgung                                             |
| 8.    | Katharina Althaus       | Skispringen    | 353    | Silbermedaille im Einzel bei den Weltmeisterschaften, Gesamtweltcup-Zweite  |
| 9.    | Anna Schaffelhuber      | Monoskibob     | 328    | Weltmeisterin in der Abfahrt und im Super-G im Monoskibob                   |
| 10.   | Sarah Köhler            | Schwimmen      | 254    | Silbermedaille über 1500 m Freistil bei den Weltmeisterschaften             |

## Mannschaften
| Platz | Mannschaft                                  | Sportart             | Punkte | Erfolge 2019                                                |
| ----- | ------------------------------------------- | -------------------- | ------ | ----------------------------------------------------------- |
| 1.    | Nationalmannschaft Skispringen Männer       | Skispringen          | 1764   | Weltmeister                                                 |
| 2.    | Deutschland-Achter                          | Rudern               | 1396   | Weltmeister u. Europameister                                |
| 3.    | Kevin Krawietz / Andreas Mies               | Tennis-Herren-Doppel | 1006   | Sieger bei den French Open                                  |
| 4.    | Bob-Team Francesco Friedrich                | Bobsport             | 594    | Weltmeister Zweier- u. Viererbob 2019, Gesamtweltcup-Sieger |
| 5.    | Tischtennisnationalmannschaft Männer/Frauen | Tischtennis          | 509    | Sieger bei den Europaspielen                                |
| 6.    | Julius Thole / Clemens Wickler              | Beachvolleyball      | 500    | Silbermedaille bei der Weltmeisterschaft                    |
| 7.    | Nationalmannschaft Skispringen Frauen       | Skispringen          | 422    | Weltmeister                                                 |
| 8.    | Dressur-Equipe                              | Reiten               | 319    | Europameister                                               |
| 9.    | Mariama Jamanka / Annika Drazek             | Bobsport             | 315    | Weltmeister im Zweierbob                                    |
| 10.   | Freiwasser-Staffel                          | Schwimmen            | 256    | Weltmeister in der gemischen 4 × 1,25-km-Freiwasserstaffel  |

## Weitere Auszeichnungen
- „Newcomer des Jahres“: Oliver Zeidler (Rudern)
- Andreas Bauer (Skispringen)
- Sparkassenpreis für Vorbilder im Sport: Sabine Spitz (Mountainbikesport)